# Льодистість
Льодистість (рос. льдистость, англ. ice content, нім. Eisgehalt m der Gesteine) – відношення загального вмісту підземного льоду в мерзлій породі до загального об’єму породи (в % або частках одиниці). Льодистість – осн. класифікаційний показник, що характеризує фазовий склад і фіз. стан мерзлої породи при визначеній т-рі і тиску. За Л. мерзлі породи поділяють на сильнольодисті (більше 50%), слабкольодисті (менше 25%) і льодисті (від 25 до 50%). 
Розрізнюють вагову, відносну і об’ємну Льодистість. 
Найбільш широко використовується об’ємна Л. Величина Л. залежить від складу, генезису, режиму і способів промерзання порід, міри їх водонасиченості перед промерзанням, гідрогеологічних і теплофізичних умов у період промерзання. Мерзлим породам властиве нерівномірне льодонасичення. Макс. льодонасичення (50% і більше) типове для верхнього 1-5-метрового проміжного шару пухких порід. Під цим шаром в багатолітньомерзлих породах однорідного складу Л. поступово зменшується з глибиною. Л. використовується при теплофіз. розрахунках, визначенні несучої здатності мерзлих порід і їх осідання при відтаванні. Л. враховують при виборі параметрів гірничих виробок, проведенні гірничих робіт в товщі багатолітньомерзлих порід тощо.